# Milpillas de la Sierra
Milpillas de la Sierra är en ort i Mexiko.   Den ligger i kommunen Fresnillo och delstaten Zacatecas, i den centrala delen av landet, 600 km nordväst om huvudstaden Mexico City. Milpillas de la Sierra ligger 2 092 meter över havet och antalet invånare är 556.
Terrängen runt Milpillas de la Sierra är en högslätt. Runt Milpillas de la Sierra är det ganska glesbefolkat, med 36 invånare per kvadratkilometer. Närmaste större samhälle är Cañitas de Felipe Pescador, 11,1 km norr om Milpillas de la Sierra. Omgivningarna runt Milpillas de la Sierra är i huvudsak ett öppet busklandskap.